# Lutherkirken
Lutherkirken ligger i Randersgade på Østerbro i Københavns Kommune.

## Historie
Kirkens arkitekter var Martin Nyrop og Julius Smith. Kirken er en af de 16, som Københavns Stiftsråd har anbefalet lukket.

## Kirkebygningen
- Gavl
- Indgangsportal
- Statue af Martin Luther

## Interiør
- Kirkerummet
- Kirkerummet
- Kirkerummet set fra alteret
- Kor
- Mosaikvinduerne fremstiller Syndefaldet

### Alter
- Alter

### Prædikestol
- Prædikestol

### Døbefont
- Døbefont

### Orgel
- Orgelfacade

### Kirkeskib
- Kirkeskib

## Gravminder
Tekst mangler, hjælp os med at skrive teksten

## Eksterne kilder og henvisninger
- Lutherkirken Arkiveret 31. januar 2011 hos  Wayback Machine hos nordenskirker.dk
- Lutherkirken hos KortTilKirken.dk